# Obléknu si půlnoc
Obléknu si půlnoc (v anglickém originále I Shall Wear Midnight) je humoristický fantasy román britského spisovatele Terryho Pratchetta, celkově v pořadí 38. z cyklu Úžasná Zeměplocha.
Jedná se o čtvrtý román, jehož příběh se zaměřuje na mladou čarodějku Toničku Bolavou a její činy. Ta je neprávem obviněna ze smrti starého barona, vládce Křídy, o kterého se několik předchozích let starala. Aby zajistila nástupnictví, vydá se do Ankh-Morporku hledat baronova synovce Rolanda, se kterým se přátelí a který chystá svoji svatbu s Kalendárií. Na Toničku však zaútočí nebezpečná bytost zvaná Úskočný muž, kterému se musí, i s pomocí dalších čarodějek, bránit a porazit jej.